# يان إيغلاند
يان إيغلاند (من مواليد 12 سبتمبر 1957)، سياسي وعالم سياسي ودبلوماسي ورائد في مجال العمل الإنساني نرويجي انتسب سابقًا لحزب العمال النرويجي، ويشغل حاليًا منصب الأمين العام لمجلس اللاجئين النرويجي منذ عام 2013. شغل إيغلاند منصب وزير الخارجية في الحكومة النرويجية من عام 1990 وحتى عام 1997، ومنصب وكيل الأمين العام للشؤون الإنسانية ومنسق الإغاثة في حالات الطوارئ في الأمم المتحدة بين عامي 2003 و 2006.
خلال مسيرته المهنية، شغل إيغلاند أيضًا منصب معاون مدير منظمة هيومن رايتس ووتش، ومدير الفرع الأوروبي لنفس المنظمة، ومدير المعهد النرويجي للشؤون الدولية، والأمين العام للصليب الأحمر النرويجي، ورئيس منظمة العفو الدولية في النرويج. يشغل إيغلاند أيضًا منصب البروفيسور الثاني في جامعة ستافانغر.

## أولى سنوات حياته وتعليمه
ارتاد يان، نجل السياسي النرويجي، جولف إيغلاند، مدرسة ستافنغر الكاتدرائية. حصل على درجة الماجستير في العلوم السياسية من جامعة أوسلو. عمل باحثًا في برنامج فولبرايت للتبادل الثقافي في جامعة كاليفورنيا في بركلي حيث نُشرت أطروحته، التباين بين النماذج الدبلوماسية الأمريكية والاسكندنافية، وشغل منصب زميل أبحاث في معهد أبحاث السلام في أوسلو، وفي معهد هاري إس ترومان لأبحاث السلام في القدس.

## حياته المهنية
بدأ إيغلاند عمله مع منظمة العفو الدولية خلال فترة دراسته الثانوية، وقام بعدة حملات للبحث عن المختفين في تشيلي في السبعينيات، وفي سن التاسعة عشر، أمضى إيغلاند شهرًا في العمل لصالح منظمة الإغاثة الكاثوليكية، مينوتو دو ديوس، مع قبيلة موتيلون في كولومبيا. شغل إيغلاند لاحقًا منصب رئيس منظمة العفو الدولية في النرويج، وانتخب، عندما كان في الثالثة والعشرين من عمره، لمنصب نائب رئيس اللجنة التنفيذية الدولية لمنظمة العفو الدولية، وكان بذلك أصغر شخص يتولى هذا المنصب على الإطلاق. عمل إيغلاند مديرًا لقسم الشؤون الدولية للصليب الأحمر النرويجي، ورئيسًا لدراسات التنمية في معهد جان هنري دونانت للحوار الإنساني في جنيف، ومراسلًا إخباريًا دوليًا في الإذاعة والتلفزيون لصالح هيئة الإذاعة النرويجية. 
جذب إيغلاند الانتباه، لأول مرة، لريادته في مجال مكافحة انتشار الأسلحة الصغيرة، وانضم إلى الحملة الدولية لمكافحة الألغام الأرضية عندما كان يشغل منصب الأمين العام للصليب الأحمر النرويجي. مع اندلاع الحرب في العراق عام 2003، نبه إيغلاند المجتمع الدولي إلى تدهور الأوضاع المدنية في بغداد والبصرة.

## مناصبه الحكومية
شغل إيغلاند منصب وزير الخارجية في الحكومة النرويجية بين عامي 1990 و 1997، وأطلق في منصبه هذا نظامين نرويجيين للتأهب للطوارئ وفرا أكثر من 2000 خبير وعامل إنساني للمنظمات الدولية.
خلال تواجده في منصبه، شارك إيغلاند بنشاط في عدد من عمليات السلام، فشارك في إطلاق قناة الاتصال النرويجية بين إسرائيل ومنظمة التحرير الفلسطينية، وشارك في تنظيم المشاورات بين الطرفين في عام 1992. نتج عن الوساطة النرويجية، التي شارك بها إيغلاند، توقيع اتفاق أوسلو (إعلان المبادئ) في شهر سبتمبر 1993. قاد إيغلاند عملية الوساطة النرويجية لمحادثات السلام التي تقودها الأمم المتحدة والتي نتج عنها توقيع اتفاق وقف إطلاق نار حرب العصابات التي اشتعلت بين حكومة غواتيمالا ومقاتلي الاتحاد الثوري الوطني الغواتيمالي في مدينة أوسلو عام 1996. قاد إيغلاند أيضًا البعثة المضيفة في المفاوضات التي أثمرت عن توقيع معاهدة أوتاوا لحظر الألغام الأرضية في أوسلو عام 1997.